# Microrégion de Macau

Localisation de la microrégion de Macau

La microrégion de Macau est l'une des cinq microrégions qui subdivisent la mésorégion du centre de l'État du Rio Grande do Norte au Brésil.
Elle comporte 5 municipalités qui regroupaient 46 729 habitants en 2006 pour une superficie totale de 1 868 km².

## Municipalités[1]
- Caiçara do Norte
- Galinhos
- Guamaré
- Macau
- São Bento do Norte